# 하인니 콘클린

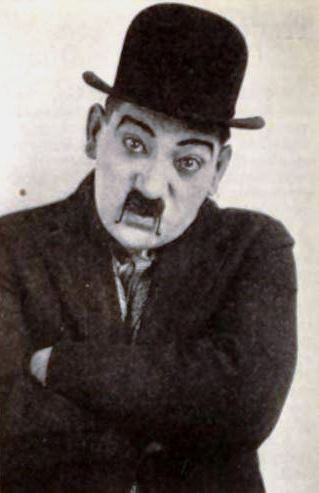

하인니 콘클린(Heinie Conklin, 1886년 7월 15일 ~ 1959년 7월 30일)은 미국의 배우, 영화 프로듀서, 영화배우이다.
샌프란시스코에서 태어났으며 할리우드에서 사망하였다.

## 영화
- 굿 데이 포 어 행잉 (1959년)
- 파크 로우 (1952년)
- 몽키 비지니스 (1952년)
- 더 뷰티풀 브론드 프럼 배쉬풀 벤드 (1949년)
- 빅 시티 (1948년)
- 폴라인의 모험 (1947년)
- 더 베스트 이어스 오브 아워 리브스 (1946년) - 커스터머 역
- 캔트 헬프 싱잉 (1944년)
- 허스 투 홀드 (1943년)
- 천국의 사도 조단 (1941년)
- 투 걸즈 온 브로드웨이 (1940년)
- 세컨드 코러스 (1940년)
- 그린 호넷 (1940년)
- 릴 애브너 (1940년)
- 서부의 사나이 (1940년)
- 렛 프리덤 링 (1939년)
- 리틀 미스 브로드웨이 (1938년)
- 싱 유 시너스 (1938년)
- 샐리, 아이린 앤 메리 (1938년)
- 유어 어 스윗하트 (1937년)
- 리듬 온 더 레인지 (1936년)
- 쓰리 스마트 걸스 (1936년)
- 모던 타임즈 (1936년)
- 굽이도는 증기선 (1935년)
- 뮤직 이즈 매직 (1935년)
- 바르바리 해안 (1935년)
- 베이비 페이스 (1933년) - 스피키지 웨이터 역
- 더 치프 (1933년)
- 다이아몬드 릴 (1933년)
- 아이언 맨 (1931년)
- 서부 전선 이상 없다 (1930년)
- 쇼 오브 쇼 (1929년)
- 더 에어 서커스 (1928년)
- 서커스 (1928년)
- 피그 리브스 (1926년)